# Handball-Bundesliga 1973/74
Die Saison 1973/74 der Handball-Bundesliga ist die achte der zweigleisigen Spielzeiten in ihrer Geschichte.

## Saisonverlauf
Erstmals spielten 19 Mannschaften in zwei Staffeln (in der Staffel Nord zehn und in der Staffel Süd neun) um die Deutsche Meisterschaft 1974. Dem Spiel um die Meisterschaft ist seit der Saison 1969/70 ein Halbfinale vorgeschaltet, für das sich die Tabellenersten und -zweiten der Staffeln Nord und Süd nach dem 18. Spieltag qualifizierten. Die Sieger aus den Halbfinalbegegnungen traten in einem Finale gegeneinander an. Der Gewinner ist Deutscher Meister 1974. Aufsteiger zur neuen Saison waren der Polizei SV Hannover, die Reinickendorfer Füchse, der TSV 1846 Butzbach, der TUSEM Essen und der TV 1893 Neuhausen.
Deutscher Meister 1974 wurde zum fünften Mal in der Vereinsgeschichte die Mannschaft von VfL Gummersbach, die im Finale den Gewinner der Staffel Nord, TuS 05 Wellinghofen, besiegte. Absteigen mussten die Reinickendorfer Füchse, die SG Dietzenbach, der TUSEM Essen und der TV 1893 Neuhausen.
Der VfL Gummersbach gewann außerdem den Europapokal der Landesmeister.

## Statistiken

### Abschlusstabellen

#### Staffel Nord
| Rang | Verein                     | Sp. | S  | U | N  | Tore    | Diff. | Punkte |
| ---- | -------------------------- | --- | -- | - | -- | ------- | ----- | ------ |
| 01.  | TuS 05 Wellinghofen        | 18  | 15 | 0 | 3  | 334:272 | +62   | 30:60  |
| 02.  | VfL Gummersbach (M)        | 18  | 13 | 2 | 3  | 357:274 | +83   | 28:80  |
| 03.  | TSV Grün-Weiß Dankersen    | 18  | 12 | 0 | 6  | 314:251 | +63   | 24:12  |
| 04.  | TV Grambke-Bremen          | 18  | 9  | 2 | 7  | 336:334 | +2    | 20:16  |
| 05.  | VfL Bad Schwartau          | 18  | 7  | 4 | 7  | 315:285 | +30   | 18:18  |
| 06.  | Hamburger SV               | 18  | 9  | 0 | 9  | 253:262 | −9    | 18:18  |
| 07.  | SC Phönix Essen 1920       | 18  | 7  | 1 | 10 | 310:306 | −4    | 15:21  |
| 08.  | Polizei SV Hannover (A)    | 18  | 6  | 0 | 12 | 277:352 | −75   | 12:24  |
| 09.  | TUSEM Essen (A)            | 18  | 4  | 0 | 14 | 262:340 | −78   | 08:28  |
| 10.  | Reinickendorfer Füchse (A) | 18  | 3  | 1 | 14 | 231:313 | −82   | 07:29  |

##### Kreuztabelle
Die Kreuztabelle stellt die Ergebnisse der Spiele der Staffel Nord dieser Saison dar.
Die Heimmannschaft ist in der linken Spalte, die Gastmannschaft in der oberen Zeile aufgelistet.
| Bundesliga 1973/74 Staffel Nord | TuS 05 Wellinghofen | VfL Gummersbach | TSV Grün-Weiß Dankersen | TV Grambke Bremen | VfL Bad Schwartau | Hamburger SV | SC Phönix Essen 1920 |       | TUSEM Essen | Reinickendorfer Füchse |
| ------------------------------- | ------------------- | --------------- | ----------------------- | ----------------- | ----------------- | ------------ | -------------------- | ----- | ----------- | ---------------------- |
| TuS 05 Wellinghofen             |                     | 14:90           | 20:16                   | 26:21             | 20:18             | 20:12        | 20:18                | 20:15 | 22:12       | 23:12                  |
| VfL Gummersbach                 | 20:14               |                 | 22:19                   | 25:21             | 18:15             | 18:14        | 23:15                | 25:10 | 24:19       | 27:15                  |
| TSV Grün-Weiß Dankersen         | 11:90               | 12:15           |                         | 22:80             | 20:15             | 18:11        | 18:11                | 28:20 | 23:13       | 23:10                  |
| TV Grambke Bremen               | 13:15               | 21:21           | 19:17                   |                   | 18:16             | 18:21        | 21:19                | 17:13 | 18:13       | 29:14                  |
| VfL Bad Schwartau               | 22:16               | 13:13           | 10:11                   | 16:16             |                   | 20:17        | 23:23                | 27:14 | 22:14       | 19:10                  |
| Hamburger SV                    | 14:18               | 14:13           | 13:11                   | 17:12             | 18:15             |              | 14:13                | 19:14 | 11:90       | 12:13                  |
| SC Phönix Essen 1920            | 13:15               | 15:14           | 16:18                   | 26:18             | 17:14             | 15:14        |                      | 18:19 | 19:12       | 17:13                  |
| Polizei SV Hannover             | 20:25               | 18:27           | 13:90                   | 18:27             | 12:18             | 10:90        | 20:19                |       | 17:23       | 20:19                  |
| TUSEM Essen                     | 15:18               | 15:29           | 16:20                   | 21:24             | 14:18             | 17:13        | 17:16                | 12:11 |             | 13:20                  |
| Reinickendorfer Füchse          | 11:19               | 10:14           | 10:18                   | 14:15             | 14:14             | 08:10        | 13:20                | 10:13 | 15:70       |                        |
| Stand: 30. März 1974            |                     |                 |                         |                   |                   |              |                      |       |             |                        |

#### Staffel Süd
| Rang | Verein                | Sp. | S  | U | N  | Tore    | Diff. | Punkte |
| ---- | --------------------- | --- | -- | - | -- | ------- | ----- | ------ |
| 1.   | TV 05/07 Hüttenberg   | 16  | 12 | 1 | 3  | 282:241 | +41   | 25:70  |
| 2.   | Frisch Auf Göppingen  | 16  | 10 | 2 | 4  | 312:269 | +43   | 22:10  |
| 3.   | TSV 1896 Rintheim     | 16  | 10 | 0 | 6  | 281:261 | +20   | 20:12  |
| 4.   | TV Großwallstadt      | 16  | 8  | 0 | 8  | 286:273 | +13   | 16:16  |
| 5.   | TSV Milbertshofen     | 16  | 7  | 2 | 7  | 241:249 | −8    | 16:16  |
| 6.   | SG Leutershausen      | 16  | 7  | 1 | 8  | 291:286 | +5    | 15:17  |
| 7.   | TSV 1846 Butzbach (A) | 16  | 6  | 1 | 9  | 237:275 | −38   | 13:19  |
| 8.   | SG Dietzenbach        | 16  | 5  | 0 | 11 | 271:294 | −23   | 10:22  |
| 9.   | TV 1893 Neuhausen (A) | 16  | 3  | 1 | 12 | 225:278 | −53   | 07:25  |

##### Kreuztabelle
Die Kreuztabelle stellt die Ergebnisse der Spiele der Staffel Süd dieser Saison dar.
Die Heimmannschaft ist in der linken Spalte, die Gastmannschaft in der oberen Zeile aufgelistet.
| Bundesliga 1973/74 Staffel Süd | TV 05/07 Hüttenberg | Frisch Auf Göppingen | TSV 1896 Rintheim | TV Großwallstadt | TSV Milbertshofen | SG Leutershausen | TSV 1846 Butzbach | SG Dietzenbach | TV 1893 Neuhausen |
| ------------------------------ | ------------------- | -------------------- | ----------------- | ---------------- | ----------------- | ---------------- | ----------------- | -------------- | ----------------- |
| TV 05/07 Hüttenberg            |                     | 20:19                | 17:18             | 19:16            | 20:17             | 19:14            | 19:13             | 21:18          | 14:90             |
| Frisch Auf Göppingen           | 17:16               |                      | 21:17             | 21:18            | 19:16             | 20:14            | 25:18             | 22:14          | 25:16             |
| TSV 1896 Rintheim              | 16:12               | 18:15                |                   | 22:17            | 19:14             | 19:16            | 20:11             | 21:16          | 17:12             |
| TV Großwallstadt               | 12:17               | 22:19                | 22:17             |                  | 17:15             | 17:12            | 21:12             | 27:17          | 20:15             |
| TSV Milbertshofen              | 11:11               | 13:13                | 18:12             | 14:10            |                   | 19:17            | 18:13             | 16:15          | 13:80             |
| SG Leutershausen               | 15:17               | 21:21                | 15:13             | 21:18            | 27:13             |                  | 22:17             | 18:17          | 29:22             |
| TSV 1846 Butzbach              | 12:16               | 15:14                | 21:19             | 16:15            | 14:20             | 17:90            |                   | 15:13          | 11:11             |
| SG Dietzenbach                 | 20:24               | 19:22                | 18:21             | 21:16            | 19:12             | 15:22            | 18:14             |                | 18:13             |
| TV 1893 Neuhausen              | 14:20               | 12:19                | 16:12             | 15:18            | 15:12             | 22:19            | 15:18             | 10:13          |                   |
| Stand: 30. März 1974           |                     |                      |                   |                  |                   |                  |                   |                |                   |

| Legende |                                                               |
|         | Teilnehmer an der Endrunde um die deutsche Meisterschaft 1974 |
|         | Absteiger in die Regionalliga                                 |
| (M)     | Deutscher Handballmeister 1973                                |
| (A)     | Aufsteiger aus der Regionalliga                               |

## Endrunde um die deutsche Meisterschaft

### Halbfinale
Die Tabellenersten und -zweiten der Staffeln Nord und Süd nach dem 18. Spieltag qualifizierten sich für die Endrunde um die deutsche Meisterschaft und traten in vier Halbfinalspielen gegeneinander an.
Ergebnisse der Halbfinalbegegnungen
| Datum         | Team 1               | Team 2               | Ergebnis |
| ------------- | -------------------- | -------------------- | -------- |
| 13. Apr. 1974 | Frisch Auf Göppingen | TuS 05 Wellinghofen  | 14:15    |
| 13. Apr. 1974 | VfL Gummersbach      | TV 05/07 Hüttenberg  | 15:10    |
| 27. Apr. 1974 | TuS 05 Wellinghofen  | Frisch Auf Göppingen | 24:17    |
| 27. Apr. 1974 | TV 05/07 Hüttenberg  | VfL Gummersbach      | 16:18    |

### Finale
Das Spiel um die Deutsche Meisterschaft wurde am 4. Mai 1974 zwischen dem VfL Gummersbach und TuS 05 Wellinghofen in der Dortmunder Westfalenhalle ausgetragen. Deutscher Handballmeister 1974 wurde zum fünften Mal in der Vereinsgeschichte die Mannschaft vom VfL Gummersbach, die das Team von TuS 05 Wellinghofen mit 19:14 besiegte.
Ergebnis der Finalbegegnung
| Datum       | Team 1          | Team 2              | Ergebnis |
| ----------- | --------------- | ------------------- | -------- |
| 4. Mai 1974 | VfL Gummersbach | TuS 05 Wellinghofen | 19:14    |

#### Meistermannschaft
| 1. | VfL Gummersbach                                               |
|    | - Mannschaft: TBA - Trainer: Heiner Frohwein und Viktor Chita |